# Lennon (Finistère)
Lennon település Franciaországban, Finistère megyében. Lakosainak száma 801 fő (2022. január 1.). Lennon Châteauneuf-du-Faou, Le Cloître-Pleyben, Gouézec, Pleyben, Plonévez-du-Faou és Saint-Thois községekkel határos.

## Népesség
A település népességének változása:
| Lakosok száma | 922  | 652  | 646  | 738  | 835  | 818  | 788  | 784  | 778  | 801  |
|               | 1968 | 1982 | 1990 | 2006 | 2013 | 2015 | 2017 | 2019 | 2020 | 2022 |